# Puduvayal
Puduvayal là một thị xã panchayat của quận Sivaganga thuộc bang Tamil Nadu, Ấn Độ.

## Địa lý
Puduvayal có vị trí 13°20′B 80°10′Đ / 13,33°B 80,17°Đ Nó có độ cao trung bình là 12 mét (39 feet).

## Nhân khẩu
Theo điều tra dân số năm 2001 của Ấn Độ, Puduvayal có dân số 9079 người. Phái nam chiếm 50% tổng số dân và phái nữ chiếm 50%. Puduvayal có tỷ lệ 74% biết đọc biết viết, cao hơn tỷ lệ trung bình toàn quốc là 59,5%: tỷ lệ cho phái nam là 81%, và tỷ lệ cho phái nữ là 66%. Tại Puduvayal, 12% dân số nhỏ hơn 6 tuổi.